# Zuidoost-Duitse voetbalbond
De Zuidoost-Duitse voetbalbond (Duits: Südostdeutscher Fußball-Verband, SOFV) was een regionale voetbalbond in Duitsland voor teams uit Neder-Lausitz, de provincie Silezië en het Regierungsbezirk Posen. In 1910 kwam ook Opper-Lausitz erbij. Het grootste gebied van de Zuidoost-Duitse bond ligt tegenwoordig in Polen.
De bond werd op 18 maart 1906 opgericht in Cottbus na de samensmelting van de Breslause en Neder-Lausitzse voetbalbond. Er werd beslist dat alle clubs uit de regio zich voor 1 juni 1906 bij de SOFV moesten aansluiten of anders uit de competitie gesloten werden. Er werd ook besloten dat de kampioenen van Neder-Lausitz en Breslau elkaar bekampten voor een ticket naar de nationale eindronde, maar de winnaar werd wel niet uitgeroepen tot Zuidoost-Duits kampioen. In de zomer van 1906 traden ook de clubs uit Kattowitz tot de bond toe en vormden zo de nieuwe, Opper-Silezische competitie. Clubs uit de omgeving van Liegnitz gingen voortaan in de Neder-Silezische competitie spelen. In 1908 volgden ook nog de clubs uit Posen. Tijdens de Eerste Wereldoorlog lag de competitie stil en na de oorlog verdween de competitie van Posen omdat dit gebied aan Polen afgestaand werd. Ook uit de Opper-Silezische competitie verdwenen enkele clubs van steden die aan Polen afgestaan werden.
Nadat de NSDAP aan de macht kwam in 1933 werden alle regionale voetbalbonden ontbonden.

## Overzicht kampioenen
| Seizoen | Kampioen              | Vicekampioen                 | Uitslag       |
| ------- | --------------------- | ---------------------------- | ------------- |
| 1907    | SC Schlesien Breslau  | TuFC Britannia Cottbus       | 2-1           |
| 1908    | VfR 1897 Breslau      | FC Preußen Kattowitz         | 5-2           |
| 1909    | SC Alemannia Cottbus  | FC Preußen Kattowitz         | 3-2           |
| 1910    | VfR 1897 Breslau      | FC Askania Forst             | 3-1           |
| 1911    | FC Askania Forst      | SC Germania Breslau          | 3-2, 3-0      |
| 1912    | ATV Liegnitz          | SC Germania Breslau          | 5-1           |
| 1913    | FC Askania Forst      | FC Preußen Kattowitz         | 1-2, 4-0      |
| 1914    | FC Askania Forst      | Sportfreunde Breslau         | 3-1           |
| 1915    | niet gespeeld         | niet gespeeld                | niet gespeeld |
| 1916    | niet gespeeld         | niet gespeeld                | niet gespeeld |
| 1917    | niet gespeeld         | niet gespeeld                | niet gespeeld |
| 1918    | niet gespeeld         | niet gespeeld                | niet gespeeld |
| 1919    | niet gespeeld         | niet gespeeld                | niet gespeeld |
| 1920    | Sportfreunde Breslau  | FC Viktoria Forst            | 6-2           |
| 1921    | Sportfreunde Breslau  | FC Viktoria Forst            | 2-1 nv        |
| 1922    | Sportfreunde Breslau  | niet bepaald                 | geen finale   |
| 1923    | Sportfreunde Breslau  | Beuthener SuSV 09            | 2-0           |
| 1924    | Sportfreunde Breslau  | FC Viktoria Forst            | geen finale   |
| 1925    | FC Viktoria Forst     | Breslauer SC 08              | 1-0           |
| 1926    | Breslauer SC 08       | FC Viktoria Forst            | 0-0, 3-1      |
| 1927    | Sportfreunde Breslau  | Breslauer FV 06              | 6-0           |
| 1928    | Breslauer SC 08       | Sportfreunde Breslau         | geen finale   |
| 1929    | SC Preußen Hindenburg | Breslauer SC 08              | geen finale   |
| 1930    | Beuthener SuSV 09     | Sportfreunde Breslau         | geen finale   |
| 1931    | Beuthener SuSV 09     | Breslauer FV 06              | geen finale   |
| 1932    | Beuthener SuSV 09     | Breslauer SC 08              | geen finale   |
| 1933    | Beuthener SuSV 09     | Vorwärts-Rasensport Gleiwitz | geen finale   |

1905/06 · 1906/07 · 1907/08 · 1908/09 · 1909/10 · 1910/11 · 1911/12 · 1912/13 · 1913/14 · 1914/15 · 1915/16 · 1916/17 · 1917/18 · 1918/19 · 1919/20 · 1920/21 · 1921/22 · 1922/23 · 1923/24 · 1924/25 · 1925/26 · 1926/27 · 1927/28 · 1928/29 · 1929/30 · 1930/31 · 1931/32 · 1932/33